# Isocirrus corallicolus
Isocirrus corallicolus är en ringmaskart som först beskrevs av Treadwell 1929.  Isocirrus corallicolus ingår i släktet Isocirrus och familjen Maldanidae. Inga underarter finns listade i Catalogue of Life.